# وارن بی. داف
وارن بی. داف (انگلیسی: Warren B. Duff؛ ‏ ۱۷ مهٔ ۱۹۰۴ – ۵ اوت ۱۹۷۳) تهیه‌کننده فیلم و فیلم‌نامه‌نویس اهل ایالات متحده آمریکا بود.
از فیلم‌ها یا مجموعه‌های تلویزیونی که وی در آن‌ها نقش داشته است، می‌توان به ویرجینیایی و محکم گام بردار اشاره نمود.